# Wartmann Holding
Die Wartmann Holding AG ist ein Technologie- und Immobilienkonzern mit Sitz in Brugg im Schweizer Kanton Aargau. Sie ist aus der 1896 in Brugg gegründeten Stahlbaufirma Wartmann & Vallette Cie. hervorgegangen.

## Geschichte
Der Bautechniker Rudolf Wartmann-Füchslin von Bauma beteiligte sich 1896 am Stahlbauunternehmen, das der Ingenieur Hermann Schröder aus Mollis in der Nähe des Bahnhofs von Brugg errichtete. Drei Jahre später konnte er die Firma übernehmen und gründete dafür zusammen mit dem Bauingenieur Alfred E. Vallette aus Jussy bei Genf, der von 1890 bis 1899 bei der Nordostbahn als Chef des Brückenbaubüros gearbeitet hatte, die Kollektivgesellschaft Wartmann & Vallette Cie. Bei diesem Unternehmen fand neben anderen der Brückenbauingenieur Othmar Ammann seine erste Anstellung. 1906 gründete die Brugger Firma zusammen mit anderen Betrieben den Verband Schweizerischer Brückenbau- und Stahlbau-Unternehmungen, den Rudolf Wartmann von 1913 bis 1925 als zweiter Präsident führte. Ab 1907 firmierte das Unternehmen, dem nun noch weitere Teilhaber angehörten, als Wartmann, Vallette & Cie. AG.

Inserat in der Schweizerischen Bauzeitung 1908

Von 1907 bis 1914 führte die Firma auch eine Zweigniederlassung in Genf. 1947 entstand das Tochterunternehmen Stahlschweisswerk Wartmann AG in Oberbipp und 1948 ein eigenes Ingenieurbüro in Zürich. 1970 fusionierten die im Jahr 1900 von Conradin Zschokke gegründete Aktiengesellschaft Conrad Zschokke, Döttingen, und Wartmann zur neuen Gesellschaft Zschokke Wartmann AG mit Sitz in Brugg. Die neue Firma erweiterte das Werkgelände in Döttingen und verkaufte das Werkareal in Brugg an die auf dem Nachbargrundstück niedergelassenen Kabelwerke Brugg. 1976 gab sich das Unternehmen eine neue Struktur und wurde zur Holdinggesellschaft. Es gab die Beteiligung an der Stahlbausparte von Zschokke Wartmann auf. 1996 verkaufte die Zschokke Wartmann AG den Bereich Stahlwasserbau an die Firma H. Erne Metallbau, Leuggern.
Die Wartmann Holding AG führt heute vier Unternehmen: die Wartmann Technologie AG in Oberbipp, die auf Schweissarbeiten, Apparatebau und Fahrzeugbau spezialisiert ist, die Wartmann Immobilien AG in Brugg, unter anderem mit Anteil an der Überbauung Stahlrain in Brugg, die durch Metron Architekten ausgeführt worden ist, die Tanklager Oberbipp AG und seit 1977 die Tanklagergesellschaft Deroil SA in Romont; sie besitzt ausserdem eine Minderheitsbeteiligung an den Kabelwerken Brugg AG.

## Bauarbeiten (Auswahl)
Die Stahlbaufirma führte vor 1970 grosse Bau- und Infrastrukturprojekte vor allem in den Bereichen Brückenbau, Eisenbahnarchitektur, Fabrikarchitektur, Kesselbau, Kraftwerke, Seilbahnbau und Turmbau aus.
- Saaneviadukt der Bern-Neuenburg-Bahn, 1901 (Stahlfachwerkbrücke von 63 m Länge zwischen den Viaduktreihen beidseits der Saane)
- Montblanc-Brücke in Genf, 1903
- Eisenbahnbrücke der Bözbergbahn über die Aare bei Brugg, 1903
- Grosse Schmiedehalle der BBC im Industriegebiet von Baden 1906[1]
- Perrondach des Bahnhofs von La Chaux-de-Fonds
- Acaciasbrücke in Genf, 1909 (Wartmann errichtete in der Nähe der Brücke eine Zweigniederlassung)
- Gasbehälter für das Gaswerk Basel
- Perronhalle im Hauptbahnhof Zürich
- Hallendach des Bahnhofs Lausanne, 1912 (grösste einschiffige Perronhalle der Schweiz)[2]
- Baltschiederviadukt der BLS, 1911
- Gebäude und Transportseilbahn für die Portlandcementfabrik Würenlingen, 1912
- Gasbehälter für das Gaswerk Genf, 1912–1913
- Aarebrücke der Brünigbahn bei Interlaken, 1916
- Rohre für die Druckleitung des Kraftwerks Wägital, 1923
- Eisenbahnbrücke der Rhätischen Bahn bei Reichenau
- Werkhallen für die Ateliers de Sécheron in Genf
- Stahlkonstruktionen für die Lonza in Visp.
- Perrondach des Bahnhofs Genf-Cornavin, 1929
- Maiengrünturm, Aussichtsturm in Stahlkonstruktion bei Hägglingen im Kanton Aargau, 1929
- Wehrschützen für das Kraftwerk Klingnau, 1935
- Strassenbrücke über die Aare zwischen Koblenz und Felsenau, 1936
- Gittermaste für Hochspannungsleitungen der BKW
- Nach 1945 Hebung der im Zweiten Weltkrieg zerstörten Brücke über den Rhein bei Kehl
- Bauwerke für das Stahlwerk der Ludwig von Roll’schen Eisenwerke, Gerlafingen
- Hangar 1 für den Flughafen Zürich-Kloten, 1949[3]
- Druckleitung Kraftwerk Oberaar, 1953
- Brücken für Nationalstrassen
- Tanklager